# Centre de Liège
Le Centre est un quartier administratif et le centre-ville de la ville de Liège en Belgique.

## Artères et sites principaux
Le centre est composé de nombreuses places parmi lesquelles :
- Place Saint-Lambert, place principale de la ville, sous laquelle se trouve l'Archéoforum
- Place du Marché, avec le Perron et l'hôtel de ville
- Place de la Cathédrale, devant la cathédrale Saint-Paul
- Place Saint-Denis, séparée de la place Saint-Lambert par les Galeries St-Lambert
- Place Saint-Paul, située à gauche de la cathédrale
- Place de l'Opéra, en face de l'opéra royal de Wallonie
- Place du Vingt-Août, avec le bâtiment central de l'université de Liège

Les artères principales sont :
- Boulevard d'Avroy, ancien bras de la Meuse ; il s'étend, avec le boulevard de la Sauvenière, sur presque toute la longueur du quartier
- Avenue Rogier, parallèle au boulevard d'Avroy
- Féronstrée, une des plus anciennes artères de Liège

Parmi les lieux-dits :
- Le Carré, centre de guindaille estudiantin
- Féronstrée et Hors-Château, centre historique de Liège
- Avroy, sous-quartier centré autour du boulevard d'Avroy
- Saint-Gilles, sous-quartier centré sur la rue Saint-Gilles
- Quartier latin, ancienne île

Le quartier comprend plusieurs parcs et jardins :
- Parc d'Avroy, entre le boulevard d'Avroy et l'avenue Rogier
- Jardin botanique de Liège et ses serres, devenu un parc public dans les années 1970
- Jardin Jean-Bernard Lejeune
- Les Terrasses, situées en face du parc d'Avroy